# Tatjana Radovanović
Tatjana Radovanović (Gdinj, 25. januar 1933 — 22. oktobar 2019, Gdinj) je hrvatska slikarka, grafičarka i pesnikinja koja piše pesme na čakavskom narječju hrvatskog jezika i na francuskom jeziku. Živi i radi u Parizu. 

## Život i karijera
Rođena je 1933. u Gdinju na Hvaru, od oca prof. Ivka Radovanovića zaslužnog hrvatskog humaniste, slikara, pesnika i društvenog radnika i Genoveve rođene Visković, kao drugo dete od njih petero. Sestra je likovnog umtnika Ive Radovanovića.
Osnovnu školu je učila u rodnom Gdinju, a srednju školu Školu primijenjene umjetnosti u Splitu. U Zagrebu je završila umetničku školu.
Jedno je vrijeme je radila u osnovnim školama u Gdinju i Bogomolju kao nastavnica likovnog obrazovanja.
Godine 1960. je započela je studije na zagrebačkoj Akademiji likovnih umjetnosti, na tek osnovanom  Pedagoškom odjelu. Na fakultetu je napredovala do statusa asistentice (kod prof. Berakovića).
Godine 1965. je otišla u Pariz, u kome je nastavila živeti i raditi.  Na početku radi kućne poslove i čuva decu, a živi u sobici na Monparnasu koji joj pruža pogled na najslavnije pariske krovove pa ih tada počinje crtati. Iz tog razdoblja nasto je n jen značajan  ciklus slika koje je izlagala 1972. u Slonu ULUH-a u Zagrebu, na svojoj prvoj samostalnoj. U Parizu se prvi put predstavlja 1973. godine, u Galerie Raymond Duncan. Potom je održala desetak likovnih izložbi,  u nekim od pariskih salona i bila nagrađivana kao dobra slikarica.
Učestvovala je svojim pesmama i na nekim od Susreta čakavskih pjesnikinja otoka Hvara (2008., 2009.).
Preminula je 28. oktobra 2019. u 87. godini života. Sahranjena je na mesnom groblju u Gdinju na Hvaru.

## Likovno stvaralaštvo
Slikajući na Monparnasa njegove krovove  Tatjane Radovanović u svojim delima otkriva strukturnu, građu redukovanih i svedene površina kroovova sa mnoštvom trouglova, sabijenih, ispresecanih i ukrštenih, koje nadvisuju sumorne vertikale pravokugaonih graževina. U širokom pastoznom namazu, sa krajnja suzdržanim tonova, počev od crno-belih, preko osetljivih iznijansiranih sivih, Tatjane  stvara osećaj uzvišene ozbiljnosti… a njena interpretacija likova ide do amblematičnih znakova života u njegovim izvornim porivima.

## Književno stvaralaštvo
Tatjana piše stihove od rane mladosti. Prvu zbirku „Živo stinje“ objavila je 1999. u ediciji Tin Ujević u Splitu, na čakavskom narječju, za koju je na susretu pesnika u Selcima na Braću „Croatia rediviva“ 2005. dobila Maslinov vijenac.
Tatjane Radovanović takože piše i objavljuje stihove na francuskom. Dve pesme su joj uvrštene u „Anthologie de Poésie du Point du jour“ koje su objavljene 2004. i 2005. godine
Godine 2009. izdala je sledeća dva dela na dva hrvatska narječja u izdanju hrvatskog kulturnog društva ‘’Napredak’’ u Splitu:
- na čakavskom dijalektu s 5 pesama na francuskom, pod naslovom “Tragom zalutalih jeka”.

- na čakavsko-ikavskom narječju pod naslovom “U stinju nikle, vikle i obikle”.

## Dela
Pesnička dela
- Živo stinje , zbirka pjesama, 1999.[3]
- Tragom zalutalih jeka: (od jeke do glasa), meditacija u stihu, 2009.[4]
- Pjesme sa Susreta čakavskih pjesnikinja, objavljene u zborniku Jazik naših materih.

Za neke pesme muziku je napisao poznati hrvatski kompozitor Dinko Fio, a neke su izvedene na omiškom Festivalu dalmatinskih klapskih pjesama.  
Grafička dela
Kao grafičarka izrađuje listove u akvatinti i cinkopisu. 
Slikarska dela
Slikarska dela stvara u tehnici ulje na platnu.

## Priznanja
- 2005. Nagrada Ovjenčanog pjesnika (poeta olivatus) na manifestaciji Croatia rediviva: Ča, Kaj, Što - baštinski dani,[5]
- 1985. Plaketu za najbolju izvedbu nove skladbe, Pjesmu je uglazbio Dinko Fio, a izveo ju je KUD Filip Dević.